# Ворона, Вячеслав Николаевич
Вячеслав Николаевич Ворона (22 декабря 1981, Припять — 9 марта 2014, Киев) — активист Евромайдана. Бейсболист. Внесён в список Героев Небесной сотни. Герой Украины (2014, посмертно).
По первоначальной информации умер в результате травм, полученных 18 февраля 2014 в Мариинском парке Киева. По другой версии — погиб в результате конфликта в интернет-кафе на пр. Маяковского, 95. Вороне были нанесены травмы, в результате которых он скончался 9 марта 2014 года.
Журналисты провели расследование о непричастности Вороны к Небесной сотне.
Также редактором сайта памяти Небесной сотни был подан информационный запрос в прокуратуру г. Киева относительно обстоятельств гибели В. М. Вороны.
Было подано заявление Президенту Украины относительно лишения В. М. Вороны звания «Герой Украины».

## Память
- Звание Герой Украины с вручением ордена «Золотая Звезда» (21 ноября 2014, посмертно) — за гражданское мужество, патриотизм, героическое отстаивание конституционных принципов демократии, прав и свобод человека, самоотверженное служение Украинскому народу, обнаруженные во время Революции достоинства[4]